# Iron Monkey
Iron Monkey – sludge metalowy zespół uformowany w Nottingham w 1994 roku.

## Skład
- Doug Dalziel
- Justin Greaves
- Dean Berry
- Stuart O'Hara
- Johnny Morrow

## Dyskografia
- Iron Monkey (Union Mill, 1996
- Iron Monkey (Earache, 1997)
- Our Problem (Earache, 1998)
- We've Learned Nothing (Man's Ruin)
- Ruined by Idiots (Maniac Beast, 2003)